# Tiro del dardo
Il tiro del dardo (anche noto come dartchery) è uno sport per disabili che è stato disciplina del programma delle prime sei edizioni dei Giochi paralimpici (dal 1960 al 1980).

## Etimologia del terminedartchery
Il dartchery è stato uno dei primi sport praticati dai disabili già a partire dall'immediato dopoguerra e il termine inglese, che è stato coniato per definirlo, è la crasi dei termini inglesi dart (dardo) e archery (tiro con l'arco), proprio perché esso è inteso essere una variante del tiro con l'arco praticato scagliando i dardi (delle freccette un po' più grandi) invece che le frecce tradizionali.

## Equipaggiamento
Per praticare il dartchery l'atleta deve usare un arco, di dimensioni più piccole di quello usato nel tiro con l'arco, poiché deve essere atto a scagliare una freccia più piccola, un dardo appunto, che a sua volta ha delle dimensioni maggiori di una comune freccetta (che tuttavia nello sport relativo viene scagliata direttamente con le mani).
Anche il bersaglio ha delle dimensioni ridotte e viene posto ad una distanza minore e più in basso rispetto al tiro con l'arco.

## Regolamento
Il bersaglio ha un diametro di 122 cm, tre dardi vengono lanciati con l'arco da una distanza di 10 m. Generalmente una squadra è composta da due giocatori e lo scopo del gioco è quello di realizzare 301 punti esatti in maniera decrescente (similmente a quanto avviene nel gioco delle freccette). Tuttavia esistono altre varianti del gioco.
Pertanto il regolamento è molto simile a quello delle freccette, ma oltre al fatto che il dardo viene scagliato con l'arco e non con le mani, altra cosa importante in comune con il tiro con l'arco è il campo di gara. Solitamente, infatti, le gare di dartchery sono disputate all'aperto e non indoor (è un gioco molto praticato specie nei pub) come le freccette.